# Sporazum Cvetković-Maček
Sporazum Cvetković-Maček jest sporazum koji su 26. kolovoza 1939. u Božjakovini sklopili predsjednik vlade Kraljevine Jugoslavije Dragiša Cvetković i predsjednik Seljačko-demokratske koalicije (ujedno i predsjednik Hrvatske seljačke stranke) Vladko Maček. Sporazum je doveo do formiranja koalicijske vlade u kojoj je Maček postao potpredsjednik i do proglašenja Banovine Hrvatske.
Sporazumom je nastala Banovina Hrvatska, upravno-teritorijalna jedinica u sastavu Kraljevine Jugoslavije. Uglavnom je obuhvaćala područja s većinskim hrvatskim pučanstvom, činile su je dotadašnje banovine Savska i Primorska te kotari Dubrovnik, Ilok, Šid, Brčko, Gradačac, Derventa, Travnik i Fojnica. Imala je široke samoupravne ovlasti, bliske statusu federalne jedinice. Prvim banom imenovan je Ivan Šubašić. Pokušaj je rješavanja hrvatskog pitanja i stvaranja mogućnosti za opstanak jugoslavenske države.

## Pad Stojadinovićeve vlade
Djelovanje radikalnih nacionalnih i ekstremističkih pokreta je kulminiralo atentatom na kralja Aleksandra u Marseilleu 9. listopada 1934. u organizaciji ustaša (u suradnji s makedonskim VMRO). Nakon njegove pogibije, uspostavljen je poludiktatorski režim vlada Bogoljuba Jevtića i Milana Stojadinovića (1934. – 1939.), a Jugoslavija se sve više priklanjala fašističkim zemljama. Pregovori glede konkretnijeg rješenja hrvatskoga pitanja otpočeli su nakon atentata na kralja Aleksandra I. Karađorđevića, ali je nepopustljiva politika prvaka Srpske radikalne stranke Milana Stojadinovića sprječavala svaki učinkovitiji pomak.
U međuvremenu, na izborima za Narodnu skupštinu 1935. i 1938. Vladko Maček je na čelu liste svih oporbenih skupina pa i srbijanskih (Ujedinjena opozicija), ostvario plebiscitarnu potporu u hrvatskim krajevima. Iako je režimskoj listi, pomoću snažnih mjera političkog terora i izbornih prijevara, pripala većina glasova na izborima za Narodnu skupštinu Kraljevine Jugoslavije 1938., duboka politička kriza dovela je 5. veljače 1939. do pada vlade Milana Stojadinovića. Knez Pavle Karađorđević povjerio je sastav nove vlade dotadašnjem ministru Dragiši Cvetkoviću. U svom programskom govoru Cvetković izjavljuje kako vlada treba riješiti i hrvatsko pitanje; to je bilo prvi put da je režim uopće priznao postojanje hrvatskog pitanja.
Pregovori Mačeka i Cvetkovića započeli su u travnju 1939. U pregovorima su sudjelovali i predstavnici Samostalne demokratske stranke koja je okupljala Srbe Prečane i još od 1927. bila u koaliciji s HSS-om (Seljačko-demokratska koalicija, SDK). Predstavnici oporbenih srbijanskih stranaka s kojima je SDK bila zajednički nastupila na izborima 1935. i 1938., odbili su sudjelovati u pregovorima.

## Pregovori između dviju strana
Dana 2. siječnja 1939., knez Pavle poručuje Vladku Mačeku posredovanjem Ivana Šubašića, da je „voljan učiniti sve da se Hrvati barem donekle zadovolje na temelju postojećeg ustava”. (Vladko Maček, Memoari)
- 15. siječnja, Hrvatsko narodno zastupstvo, prošireno i s onim zastupničkim kandidatima, koji iako su dobili većinu u izbornim kotarima u kojima su se kandidirali, nisu zbog diskriminatorskog izbornog zakona osvojili mandat, donosi rezoluciju kojom odlučuju da neće sudjelovati u radu Narodne skupštine izabrane na izborima 11. prosinca 1938., jer su ovi izbori provedeni na osnovi nedemokratskog izbornog zakona.
- 5. veljače, nova vlada Dragiše Cvetkovića predstavlja se u Narodnoj skupštini s deklaracijom u kojoj se između ostalog ističe da „sporazum s Hrvatima kao hrvatsko pitanje, mora biti njezina jasna i odlučna politika”.
- 3. i 4. travnja, započinju u Zagrebu preliminarni razgovori između predsjednika vlade Cvetkovića i Vladka Mačeka, a nastavljaju se 16. travnja.
- 22. travnja, postignut je sporazum:

Predsjednik kr[aljevske] vlade Dragiša Cvetković i predsjednik HSS i SDK dr. Vladko Maček, prilazeći rješavanju hrvatskog pitanja, poslije dužih vijećanja složili su se za sada u slijedećem:
1) Na osnovu paragrafa 116. Ustava odmah izvršiti spajanje savske i primorske banovine s gradom i kotarom Dubrovnik u jednu jedinicu pod imenom Banovina Hrvatska. Definitivni pak opseg Banovine Hrvatske odredit će se odlukom naroda putem glasanja u preostalim dijelovima Bosne i Hercegovine, Dalmacije, te Srijema i Vojvodine.
2) Izvršiti odmah prenos kompetencija s centralne vlasti na Banovinu Hrvatsku tako, da opća nadležnost ostaje zajedničkoj centralnoj vlasti za poslove vanjske politike, narodne obrane i vrhovne državne uprave; poseban položaj Banovine Hrvatske zagarantirat će se ustavnom odredbom – ugovorom.
3) Radi definitivnog preuređenja države sastavlja se zajednička vlada, koja ima pripremiti i provesti novo uređenje državne zajednice. U novostvorenim jedinicama bit će osiguran pun reciprocitet Srba i Hrvata i puna ravnopravnost vjeroispovjesti na bazi proporcionalnog sudjelovanja kroz ustanove. Momenat kada će se to privesti u djelo, odredit će se sporazumno s mjerodavnim faktorima.«(Ljubo Boban, Maček i politika HSS 1928./1941., knjiga 2, str. 47.)
- 26. travnja, Cvetković se vratio s primjedbom da Namjesništvo ne prihvaća stilizaciju sporazuma, te je nakon toga dio sporazuma o granicama formuliran tako da glasi: „Definitivni pak opseg Banovine Hrvatske odredit će se odlukom naroda putem glasovanja u preostalim dijelovima Bosne i Hercegovine, te Srijema”.[2]
- 27. travnja, objavljen je komunike, kojim se ističe da su razgovori o rješenju hrvatskog pitanja dovršeni, te da će se konačna odluka donijeti u najkraćem vremenu.[3]

## Sklapanje sporazuma i nova vlada
Početkom srpnja Cvetković i Maček našli su se u Šubašićevoj kući u Vukovoj Gorici, gdje postižu privremeni sporazum o opsegu Banovine. Pregovori su se oduljili i zapali u ozbiljnu krizu početkom kolovoza. Vijesti o neizbježnom približavanju velikog rata u Europi utjecale su na spremnost obiju strana da sklope sporazum kojim bi se „koliko-toliko zatrpao jaz između Hrvata i Srba”. Na Mačeka je osobito utjecao Juraj Krnjević, koji u to doba boravi u emigraciji u Švicarskoj.
Maček i Cvetković te šestorica stručnjaka, koji su radili na razgraničenju ovlasti resora (hrvatski članovi povjerenstva bili su dr. Juraj Šutej kao glavni stručnjak te sveučilišni profesor dr. Ivo Krbek i financijski stručnjak Ljudevit Filipančić kao pomoćnici, dok su srpsku stranu predstavljali dr. Mihajlo Konstantinović, dr. Mihajlo Ilić i dr. Đorđe Tasić) sastali su se na Mačekovu imanju u Kupincu i radili na sporazumu 16.–20. kolovoza točno u ponoć.
Dana 20. kolovoza u Banskim dvorima, u Zagrebu, utvrđen je konačni tekst Sporazuma.

U tom konačnom tekstu Sporazuma mijenjana je klauzula o teritorijalnom opsegu Banovine Hrvatske iz Sporazuma od 27. travnja, pa je ona sada glasila: 
Radi se o općinama i selima, u srezovima (kotarima) Brčko, Gradačac, Travnik, Derventa i Fojnica u BiH i iz Srijema kotarima Šid i Ilok, koji kotari su u cijelosti bili uključeni u Banovinu Hrvatsku.
Sporazum je konačno dovršen 23. kolovoza. 24. kolovoza na Bledu knez Pavle primio je Cvetkovića i Mačeka u audijenciju, na kojoj je razgovarao o sporazumu te je inzistirao da Maček uđe u novu vladu. Iako on to u tom trenutku nije kanio, na kraju je pristao. Hrvatsko narodno zastupstvo (hrvatski zastupnici u Narodnoj skupštini Kraljevine Jugoslavije) odobrilo je sporazum s 80 glasova za i jednim protiv. Nakon što je sporazum odobrio i namjesnik knez Pavle, sastavljena je 26. kolovoza nova vlada, u kojoj Maček preuzima mjesto potpredsjednika, a HSS ima još četiri ministra. U vladi su još bili predstavnici Radikalne stranke, Saveza zemljoradnika, Samostalne demokratske stranke, Slovenske ljudske stranke, Jugoslavenske muslimanske organizacije, te vanstranačke osobe. Istoga dana donesena je Uredba o banovini Hrvatskoj, kojom je Banovina dobila posebno hrvatsko predstavničko tijelo, uz kraljevu sankciju isključivo kompetentan za donošenje autonomnih propisa, te autonomnu vladu na čelu s banom, odgovornim samo Hrvatskom saboru.

## Autonomna Banovina Hrvatska
Glavni rezultat sporazuma bilo je stvaranje Banovine Hrvatske, čije je proglašenje bio prvi akt nove vlade. Dok su druge banovine u tadašnjoj Jugoslaviji bile samo administrativne oblasti (kao danas županije u Hrvatskoj), Banovina Hrvatska dobila je niz autonomnih mjerodavnosti. U povijesti je postala poznata kao „mačekovsko rješenje hrvatskoga pitanja”.
Hrvatskoj je utvrđen teritorij te njezine ovlasti, koje su uključivale poljoprivredu, trgovinu, industriju, šume, rudnike, građevine, socijalnu politiku i zdravstvo, tjelesni odgoj, prosvjetu i unutarnju upravu. U nadležnosti države ostali su vanjski poslovi, vojska, policija i vanjska trgovina. Banovina je imala veliko značenje, jer je njome obnovljena hrvatska državnost, izgubljena 1918., konsolidiran je nacionalni prostor, a zadobivena je i toliko željena autonomija od Beograda. Po prvi put još od srednjovjekovnog kraljevstva, većina hrvatskog naroda se našla u jednoj teritorijalnoj jedinici. Hrvati su dočekali stvaranje Banovine kao prvi korak prema hrvatskoj nezavisnosti. Suvremeni hrvatski ustav uključio je uspostavu Banovine Hrvatske u izvorišne osnove, navodeći da je njome obnovljena hrvatska državna samobitnost u Kraljevini Jugoslaviji.
Maček je želio da hrvatskim banom bude imenovan August Košutić, međutim u dogovoru s knezom Pavlom imenovan je Ivan Šubašić, pomirljiv čovjek koji je manje smetao srbijanskim političarima. Ustrojem Banovine Hrvatske pokrenuto je pitanje preuređenja Jugoslavije prema federativnim načelima, ali je u samom začetku došlo do iskazivanja nepomirljivih suprotnosti između Vladka Mačeka i srbijanskih političara glede postupaka za nastavak promjena i broja budućih samoupravnih jedinica. Mačekovo je stajalište bilo da se najprije u cijelosti provede procedura ustroja Banovine Hrvatske, dok je srpska strana tražila da se prije saziva parlamenta uspostave i druge jedinice. Politički čimbenici Srbije tražili su da se cjelokupan prostor i od Bosne i Hercegovine uključi u treću, srpsku jedinicu (Velika Srbija). Muslimani (danas pravim imenom Bošnjaci) su zagovarali autonomiju Bosne i Hercegovine, dok je pitanje Slovenije bilo najmanje prijeporno.

## Zbivanja do 10. travnja 1941.

### Reakcije na sporazum
Reakcija srpskog stanovništva u pojedinim kotarima Banovine Hrvatske uslijedila je odmah. Dio je prihvatio nagodbu te njome bio zadovoljan, a dio se žestoko protivio sporazumu. Javno je zatraženo pripajanje srpskom dijelu države. Srpska pravoslavna crkva nije podržavala hrvatsku autonomiju. Mnogi srbijanski političari bili su nezadovoljni Sporazumom, smatrajući da se Hrvatima previše popustilo, rasla je djelatnost četnika, pro-nacističke organizacije Zbor Dimitrija Ljotića i sličnih. Ustaše i drugi radikalni hrvatski nacionalisti osuđivali su sporazum sa Srbima i nazivali Mačeka izdajnikom jer su bosanskohercegovačke Muslimane smatrali dijelom hrvatskoga naroda. Ustaše su kao granice „povijesne Hrvatske” vidjeli Zemun, rijeku Drinu i Boku kotorsku. Nisu bili zadovoljni ni komunisti, jer su ih vlasti nastavile nesmiljeno progoniti, u čemu su sudjelovale i institucije Banovine Hrvatske. Po njihovoj ocjeni, hrvatska i srpska buržoazija nagodile su se na račun radnika i seljaka.
Negodovanje postignutim Sporazumom i nagovještajima daljeg preuređenja zemlje, u svojim su proglasima istakli članovi naprednog radničkog i omladinskog pokreta Bosne i Hercegovine. Svojim prosvjedom oglasila se i bosanskohercegovačka akademska mladež, koja se nalazila na studijima u Beogradu i Zagrebu, i pokraj ostalih istakla i zahtjev za autonomijom Bosne i Hercegovine. Sporazumom Cvetković-Maček ne samo da nije ponuđeno trajno i za sve zadovoljavajuće rješenje nacionalnog pitanja nego je otvoren i čitav niz drugih problema pa i problem Bosne i Hercegovine. Među njene narode uvukao se nemir i pozivima „na okup” zbijali su se redovi u nastojanju da se zaštite ugroženi nacionalni interesi. Teško je pretpostaviti kako bi se proces nacionalnog preuređenja države dalje odvijao i kakva bi rješenja konačno ponudio.

### Funkcioniranje vlade
Hrvatsko narodno zastupstvo, tj. hrvatski zastupnici u Narodnoj skupštini Kraljevine Jugoslavije, odobrilo je sporazum s 80 glasova za i jednim protiv. Problem u funkcioniranju vlade bila je nesimetričnost u položaju potpisnika. Hrvatska seljačka stranka je bila istinski predstavnik hrvatskog naroda (u koaliciji sa Samostalnom demokratskom strankom, predstavnicom Srba prečana), s druge strane su zapravo stajali Cvetković i knez Pavle kao osobe, koji su u dubokoj krizi vlasti nametnuli sporazum srbijanskim strankama.
Stvaranje Banovine Hrvatske trebalo je biti prvi korak u konceptu nacionalnog preuređenja države pa se očekivalo i skoro formiranje srpske banovine, čiji je naziv, prema sačuvanom Nacrtu uredbe o njezinoj organizaciji, trebao biti „Srpske zemlje”. Ova nova upravna jedinica trebala je biti sastavljena od teritorija preostalih banovina, izuzev Dravske (Vrbaska, Drinska, Zetska, Dunavska, Moravska i Vardarska) i imati sjedište u Skoplju. U nadležnosti banovine „Srpske zemlje” bili bi svi poslovi, koji su stavljeni u nadležnosti Banovine Hrvatske, a predviđena su i identična rješenja za oblasti upravne i zakonodavne vlasti. Nacrt uredbe o Srpskim zemljama i njegova provedba trebalo je da bude drugi korak u budućem preuređenju zemlje.
Ovako zamišljen koncept upravne reorganizacije nikad nije ostvaren jer je izbio Drugi svjetski rat. Politički predstavnici Hrvata pa i sam Maček, nisu smatrali granice Banovine Hrvatske konačno određenima i očekivali su da one to postanu nakon povlačenja granica između srpske i hrvatske jedinice. Položaj Bosne i Hercegovine, u tom se kontekstu razmatrao u više varijanti koje su opet ovisile od daljeg razvoja događaja u zemlji. U slučaju da se, pokraj hrvatske i srpske, stvori još i slovenska autonomna banovina, podržale bi se autonomije Vojvodine te BiH. Ako to ne bi bilo moguće, za ove dvije pokrajine bi se tražio plebiscit.
Najviše je prijepora bilo oko oružništva (srp. žandarmerija). Dana 22. listopada 1939. formirana je i Hrvatska žandarmerijska brigada, koja je od 7. travnja 1941. de iure postala Oružništvo Banovine Hrvatske, odgovorno samo Banu. Novi pregovori su mogli voditi samo novim razmiricama, pogotovo kad se ima u vidu da je Nacrtom uredbe o Srpskim zemljama predviđena jaka središnja vlast, a da su prvaci Hrvatske seljačke stranke tražili vlastite vojne formacije u vidu domobranstva ili da Hrvati služe vojnu obavezu u Hrvatskoj pod zapovjedništvom hrvatskih časnika. Pred otporom koji je središnja vlast pokazala „hrvatskoj pušci o hrvatskom ramenu”, zamjena je nađena u jačanju Hrvatske građanske i seljačke zaštite, koja je po nekim imala 200.000 ljudi.
Ostalo je sporno financiranje nove upravne jedinice, pa je o tome donesena posebna uredba 30. ožujka 1940. Mnoge od ovih odredbi nisu nikad provedene do kraja, bilo zbog kratkog postojanja Banovine, bilo zbog opstrukcija iz Beograda. Hrvatska seljačka stranka je inzistirala na tome da se prvo održe izbori po novom izbornom zakonu, koji bi prvi put nakon 1927. omogućio poštene izbore pa da tako izabrana nova Narodna skupština Kraljevine Jugoslavije službeno potvrdi status Banovine Hrvatske, a zatim donosi daljnje odluke. Maček je podržavao ideju o sedam federalnih jedinica: Slovenija, Hrvatska, Bosna i Hercegovina, Srbija, Crna Gora, Makedonija i Vojvodina. Samostalna demokratska stranka je lojalno podržavala Mačeka.
Planirano je raspisivanje izbora za Hrvatski sabor, ali je odluka odgađana. Tako izbori za Hrvatski sabor i Narodnu skupštinu Kraljevine Jugoslavije nikada nisu bili raspisani uz obrazloženje da vlada izvanredna situacija zbog rata u Europi. Vojska (koja je bila autonomna sila) stalno drži znatan broj obveznika-pričuvnika pod oružjem. Tako je ostalo sve do sloma u Travanjskome ratu.

### Travanjski rat i NDH
Iako se Kraljevina Jugoslavija, zajedno s Banovinom Hrvatskom, pokušala održati u statusu neutralnosti, rat na prostorima jugoistočne Europe bio je neizbježan i već unaprijed određen političkim i vojnim konceptima sila Osovina. Jedva održavana, Cvetkovićeva vlada srušena je nakon pristupanja Jugoslavije Trojnom paktu (25. ožujka 1941.), kada je 27. ožujka 1941., uz pomoć zapadnih obavještajnih službi, izvršen vojni udar generala Dušana Simovića, te umjesto regenta Pavla, punoljetnim je proglašen kralj Petar II.
Nakon vojnog puča 27. ožujka 1941., vlada generala Dušana Simovića nastojala je nagovoriti Vladka Mačeka da ponovo preuzme funkciju potpredsjednika vlade. U zamjenu, obećala je prenošenje žandarmerije na teritoriju Banovine u nadležnost bana, te još neke ustupke, poput uspostave Banovinskog suda za zaštitu Banovine, kojim je osigurana sudska autonomija za cijelu Banovinu. Ove su odluke objavljene u Narodnim novinama koje nose datume 7. i 8. travnja 1941., tj. nakon početka Travanjskog rata. Sam Simović, štoviše, odlučan je bio poći i dalje − dati Hrvatima potpunu autonomiju.
Stalna politička i društvena kriza u zemlji dovela je do njezina trenutačnog raspada u travnju 1941., bez velike borbe, kada i kralj i vlada bježe u inozemstvo. Raspad Jugoslavije pokazao je njezinu povijesnu slabost, jer su je napustili svi, pa i sam dvor i vlada izbjegavši iz zemlje. Granice su skrojene po želji okupatora. Poslije proglašenja NDH, 10. travnja 1941. nije bilo ni dana bezvlašća jer su se sve institucije Banovine Hrvatske stavile na raspolaganje novouspostavljenoj ustaškoj državi, a sama NDH se stavila na raspolaganje Trećem Reichu.
Vršitelj dužnosti bana Banovine Hrvatske, odjelni predstojnik Žilić, na kojega je Ivan Šubašić prilikom odlaska iz zemlje prenio svoje ovlasti, službeno je predao vlast Slavku Kvaterniku. Nakon proglasa o uspostavi NDH Slavko Kvaternik je upotrijebio stari banovinski upravni aparat i potpuno se oslonio na postrojbe Hrvatske seljačke i građanske zaštite, koje su u Zagrebu raspolagale s oko 4000 ljudi, a na čitavom području Banovine Hrvatske s oko 142 000 pripadnika. Već 11. travnja iz Kabineta zamjenika Poglavnika izdana je naredba da do konstituiranja vlade Nezavisne Države Hrvatske sve upravne poslove imaju obavljati odjeli Banske vlasti.